# بيت جونسون (لاعب كرة قدم أمريكية)
بيت جونسون (بالإنجليزية: Pete Johnson)‏ هو لاعب كرة قدم أمريكية أمريكي، ولد في 2 مارس 1954 في فورت فالي في الولايات المتحدة.

## وصلات خارجية
- بيت جونسون على موقع مرجع كرة القدم المحترفة.كوم (الإنجليزية)
- بيت جونسون على موقع كلية كرة القدم في سبورتس رفرنس.كوم (الإنجليزية)